# パークチョン郡
座標: 北緯14度24分42秒 東経101度25分18秒 / 北緯14.41167度 東経101.42167度
パークチョン郡（パークチョンぐん）は、タイ東北部・ナコーンラーチャシーマー県にある郡（アムプー）。県庁所在地（ムアン）に次いで重要とされる。

## 名称
一説によれば、ラーマ5世が鉄道建設を推進していた時代、この地域の村で岩山の爆破工事が行われたことから、開通後バーン『家』、パーク『口』、チョン『隙間』（あるいは『峠』『窓口』）（（泰）บ้าน ปาก ช่อง ）と名付けられたとされる。ただし、パークチョン郡および東側のシーキウ郡は複雑な再編が行われており、もともと郡で最も東側のチャントゥークに組み込まれた本来のバーンパークチョン村をシーキウ郡側に残したまま、1958年パークチョン郡が独立。名前の由来だった村はシーキウ郡Khlong Phaiに吸収されてしまった模様。

## 歴史
- （1939年 - シーキウ郡（タイ語版）設立）
- 1957年1月22日 - パークチョン分郡（キンアムプー）設立、同時にシーキウ郡に属する
- 1958年7月22日 - パークチョン分郡、パークチョン郡へ昇格

## 地理
県の最西部に位置し、西はサラブリー県ムワックレック郡と、南はプラーチーンブリー県プラチャンタカーム郡、ナコーンナーヨック県ムアンナコーンナーヨック郡およびパークプリー郡と接する。
郡の南側の一部が世界遺産ドン・パヤーイェン・カオ・ヤイ森林群（通称・カオヤイ国立公園）に指定されている。

## 交通
国道2号線
タイ国有鉄道東北本線
バンコク側から順に、クランドーン駅、パンアソーク駅、バンダイマー駅、パークチョン駅、チャントゥーク駅、クローンカーナンチット駅。
北方のラオス国境に向け高速鉄道が在来線沿いに建設中で、パークチョン駅が開設されることも公表されているが在来駅との位置関係は不明。
西部のクランドーン駅付近よりパンアソーク駅付近にかけての3.5km区間は、高速鉄道事業のデモンストレーションとして（わずかではあるが）最も早く基礎工事が完成した。完成すればタイ史上初の高速鉄道となることからも特筆に値する。